# Canalejas (1923)
El Canalejas (hasta 1930 José Canalejas) fue un cañonero de la Armada Española perteneciente a la clase Cánovas del Castillo, construidos por la Sociedad Española de Construcción Naval en los astilleros de Cartagena. Participó en la guerra civil en apoyo del bando sublevado. Su epónimo era José Canalejas Méndez (1854-1912), abogado y político regeneracionista y liberal.

## Construcción
La construcción del Canalejas fue autorizada por la llamada Ley Miranda de 17 de febrero de 1915 (Diario Oficial núm. 39, del 18 de febrero). El buque fue puesto en grada en el 29 de julio de 1921, botado el 1 de diciembre del año siguiente y entregado la Armada española el 13 de septiembre de 1924.
Los buques de su clase se inspiraron los cañoneros de la clase Guanuajato -Guanajuato, Querétaro y Potosí- construidos dos en Ferrol y uno en el Astillero de Puerto Real, Cádiz, para la Armada de México durante la Segunda República Española.

## Historial

### Primeros años
En Alicante recibió su bandera de combate, donada por suscripción popular. Su primer destino fue en las Fuerzas Navales del Norte de África, incorporándose a dicha unidad en Ceuta, el 20 de octubre de 1934. En mayo de 1925 participó el la ocupación de Alcazarseguir para lo cual había reembarcado a componentes del Grupo de Regulares de Ceuta y de la Legión. La escuadra tenía en el crucero Reina Victoria Eugenia a su buque insignia, consiguiendo sus objetivos en un día tras el desembarco de la fuerza con apoyo de aeroplanos.
El José Canalejas participó, junto con sus buques gemelos, en el Desembarco de Alhucemas el 8 de septiembre de 1925. Realizó una operación de distracción el 11 de septiembre bombardeando Ued Lau. En el transcurso de las operaciones el 12 de septiembre el José Canalejas abordó al destructor Velasco que tuvo que retirarse con graves desperfectos.
Hacia el 20 de octubre fue sometido a reparaciones en Cartagena, donde se le instaló una estación de radioteléfonos. El 21 de octubre se desplazó a Barcelona con motivo de la visita de Alfonso XIII a la ciudad, regresando el día 30 a Cartagena. A finales de 1928 fue destinado a la Guinea española, labor en la que se relevaba habitualmente con buques de su clase.
En la primera semana de noviembre de 1929 y ya presente en la península desde mediados de año, zarpó de Cartagena rumbo a las Canarias, arribando el día 11 para dar el relevo al Cánovas del Castillo. De ahí zarpó con destino al Río de Oro el 5 de diciembre, siendo relevado por el cañonero Bonifaz. Tras una estancia en la península, regresó en marzo de 1930 a las Canarias y el mayo quedó en la colonia de Cabo Juby, quedando bajo las órdenes del teniente coronel Laspeñas, alto comisariado de España en el territorio. Tras regresar a la península, asistió la primera semana de agosto de 1931 en Huelva a las fiestas colombinas, junto con el cañonero Lauria y el guardacostas Larache.
Llegó el 26 de agosto de 1932 a Cádiz para la escolta al vapor España n.º 5, con personal deportado a bordo. Ambos buques partieron de Cádiz el 22 de septiembre. Se trataba de los 161 deportados por la Sanjurjada entre los que se encontraban militares y civiles, a los que se deportó sin sentencia condenatoria. En este contingente se encontraban Ricardo Serrador Santés, Fernando García de Vinuesa, o Eugenio Sanz de Larín. El Canalejas trasladó a los deportados en el interior de la bahía, con un trato amable por parte de Joaquín García del Valle, comandante del buque. A su vez, los deportados que se hallaban en Villa Cisneros fueron trasladados a Fuerteventura, condenados la insurrección anarquista del Alto Llobregat de enero de 1932. El grupo era de 150 libertarios y mineros encabezado por Buenaventura Durruti, Ramón Vila o Francisco Ascaso.
El España n.º 5 regresó a Cádiz el 4 de octubre siguiente, vía Fuerteventura, y el Canalejas se quedó en Villa Cisneros comisionado en labores de vigilancia. El 31 de diciembre debía de ser relevado por el Cánovas del Castillo, pero mientras este último se encontraba en Las Palmas haciendo acopio de carbón para sus caderas, el Canalejas ya había zarpado, momento que aprovecharon 29 de los deportados para fugarse, con la ayuda de un barco dedicado a la pesca de langostas, el Aviateur Le Brix, de pabellón francés. Tras un periplo de dos semanas, llegaron extenuados a Sesimbra (Portugal), donde fueron acogidos.
El Canalejas continúo en estos cometidos en la costa norteafricana regresando a Villa Cisneros en marzo de 1933. El 3 de agosto zarpó de Cádiz rumbo a las Canarias. A principios de 1934, junto con el Dato, realizó una incursión a Santa Cruz de la Mar Pequeña, ocupando las tropas del coronel Capaz las playas de Sidi Ifni. Esta operación se consolidó los días siguientes, mediante el envío de suministros desde las Canarias junto con el Dato y el España n.º 5. El 11 de abril de 1935 partió de Las Palmas rumbo a Cádiz, siendo relevado en labores de vigilancia por el guardacostas Xauen. En verano de 1935 el Canalejas volvió a ser comisionado a las Canarias, donde le sorprendió el estallido de la Guerra Civil.

### Guerra civil
Como todos los buques de su clase, el Canalejas quedó en poder del bando sublevado contra la República durante la Guerra Civil, siendo usados sobre todo en tareas de vigilancia y guardacostas. Al mando de Fernando Meléndez Bojart, capitán de corbeta, el Canalejas ayudó a preparar el regreso del general Franco a la península. 
Durante los primeros meses de la guerra se dedicó a aplastar los focos leales a la República en las Canarias. El hecho más notable fue el bombardeo del Canalejas, que partió del puerto de las Palmas de Gran Canaria, sobre Santa Cruz de La Palma, población que permaneció fiel a la República hasta su capitulación el 25 de julio.
En septiembre se le desmontó una torre de calibre 101 mm para dotar de ella al mercante Ciudad de Mahón, que había quedado destinado en Fernando Poo.
Desde Ceuta, su nueva base, colaboró en la toma de Málaga por los sublevados, entrando en su puerto el 8 de febrero de 1937 junto con su gemelo, el Cánovas del Castillo. Al día siguiente partió al estrecho de Gibraltar, para cortar el paso al destructor republicano Almirante Antequera, quedando en labores de vigilancia en el estrecho hasta agosto de ese año, momento en que entró en los astilleros de Cádiz para efectuar reparaciones, junto con los buques de su clase. No volvió al servicio hasta comienzos de 1938, ya en su nueva base de Palma de Mallorca. El 3 de marzo prestaba escolta, junto con el Cánovas del Castillo y los destructores Velasco, Huesca y Teruel a dos buques mercantes italianos con destino Cádiz. No siendo necesaria su labor por habérseles unido el crucero Baleares, el Canalejas se retiró a Ibiza, siendo el motivo por el que no se encontró en la batalla naval del Cabo de Palos, donde fue hundido el Baleares el 6 de marzo.
El 15 de marzo de 1938 fue atacado por aviones republicanos en la isla de Ibiza. No sufriendo daños de importancia, puso rumbo a Vinaroz donde llegó el 25 de marzo para efectuar labores de vigilancia junto con el Cánovas del Castillo y el minador Vulcano, tarea que concluyeron al arribar a Palma de Mallorca el 1 de mayo. Con la llegada de la ofensiva de Aragón al Mediterráneo, se le abren nuevas zonas de vigilancia. Regresó el 31 de mayo a Vinaroz y permaneció entre el litoral mediterráneo y sus bases en Baleares hasta que el 27 de octubre zarpó de Palma para una revisión de su maquinaria en Cádiz, no regresando hasta enero de 1939 a Palma. El 17 de enero partió de Palma junto con el Cánovas del Castillo y el Dato con destino la costa de Tarragona, relevando a los minadores allí destacados. El 7 y 8 de marzo efectuó vigilancia de la costa en Oropesa junto con el Cánovas del Castillo, regresando a Ibiza el día 9, con buques republicanos fugados de Cartagena.

### Últimos años
Una vez concluido el conflicto bélico, regresó al astillero en Cádiz para someterse a reparaciones y mantenimiento, tras lo cual realizó servicios de vigilancia y guardacostas durante la Segunda Guerra Mundial. En su última etapa de servicio activo estuvo destinado en la Guinea española. Causó baja en la Armada española el 17 de septiembre de 1951, siendo el primero de su clase en pasar a esta situación.